# فرع شلجمي

المنحنى الأسود (ذو المعادلة ؛ الماثل في الوسط) له فرع قطع مكافئ هو جزؤه الظاهر على يمين الخط المستقيم المائل (ذي المعادلة) الذي يمر من الأصل. مثله مثل المنحنيين الأزرق والأحمر بالنسبة للمحورين الأفقي والعمودي بالتوالي.

فرع القطع المكافئ أو الفرع الشلجمي هو القسم من المنحنى الذي يبتعد عن المحور المقسم للمنحنى ويتجه اتجاه هذا المحور.
يكون لمنحنى دالة فرع قطع مكافئ إذا آلت الدالة إلى غير نهاية عندما يؤول المتغير إلى غير نهاية. lim
x → ∞ f(x) = ∞
- إذا آلت قسمة الدالة على المتغير إلى الصفر عندما يؤول المتغير إلى غير نهاية (lim

x → ∞ f(x)/x = ∞) فلمنحنى الدالة فرع القطع المكافئ باتجاه المحور العمودي.
- إذا آلت قسمة الدالة على المتغير إلى غير نهاية عندما يؤول المتغير إلى غير نهاية (lim

x → ∞ f(x)/x = 0) فلمنحنى الدالة فرع القطع المكافئباتجاه المحور الأفقي.
- إذا آلت قسمة الدالة على المتغير إلى عدد ثابت عندما يؤول المتغير إلى غير نهاية (lim

x → ∞ f(x)/x = a) وآل الفرق بين الدالة وجذاء العدد الثابت والمتغير إلى غير نهاية (lim
x → ∞ f(x) - ax = ∞)، فلمنحنى الدالة فرع القطع المكافئ باتجاه الخط ذي معادلة الجداء (y = ax).